# Миладиновці (Ямбольська область)
Милади́новці (болг. Миладиновци) — село в Ямбольській області Болгарії. Входить до складу общини Тунджа.

## Населення
За даними перепису населення 2011 року у селі проживала 281 особа.
Національний склад населення села:
| Національність   | Кількість осіб | Відсоток |
| ---------------- | -------------- | -------- |
| болгари          | 243            | 88,4%    |
| цигани           | 29             | 10,5%    |
| турки            | 0              | 0%       |
| Всього відповіли | 275            |          |

Розподіл населення за віком у 2011 році:
Динаміка населення: